# Lionel Pizzinat
Lionel Pizzinat (Vernier, 9 agosto 1977) è un ex calciatore svizzero.

## Biografia
Nato a Vernier, sobborgo di Ginevra, da madre francese e padre italiano (emigrante di Pianzano di Godega di Sant'Urbano, in provincia di Treviso), e si ritrova per questo ad avere tre nazionalità: svizzera, italiana e francese.

## Carriera

### Il primo periodo in Svizzera
Si mette in luce giovanissimo nelle giovanili del Servette, squadra di Ginevra, e debutta in prima squadra nel campionato 1995-1996 a 18 anni, con il ruolo di mediano, impiegato in caso di emergenza anche come libero, con licenza di avanzare in quanto dotato di un discreto tiro.
Entra subito nel giro della nazionale Under 19 e dall'anno successivo diventa titolare, e grazie a un rendimento positivo si segnala come una delle migliori promesse del calcio elvetico.
Nel 1999 è campione di Svizzera, dopodiché passa in prestito al Losanna. Dopo appena sei mesi torna a Ginevra, dove passerà anche la stagione successiva vincendo la Coppa di Svizzera.
Nel frattempo è diventato il capitano di un'apprezzata nazionale Under-21, poi non riuscita a qualificarsi agli Europei (compagna, nel girone eliminatorio, dell'Italia poi vincitrice del titolo).

### Le stagioni in Italia
Nell'estate 2001 il Bari, appena retrocesso in Serie B, lo sceglie per sostituire Daniel Andersson.
L'esperienza in Puglia si rivela meno felice di quanto auspicato, con la squadra che, almeno fino all'arrivo dell'allenatore Attilio Perotti si ritrova a lottare per la salvezza nella stagione 2001-2002 e conduce campionati non all'altezza delle aspettative nelle due stagioni successive, retrocedendo in Serie C1 al termine dell'anno agonistico 2003-2004 (sarà poi ripescata).
Dall'estate 2004 Pizzinat viene messo fuori rosa e a gennaio 2005 passa al Verona, dove giocherà appena tre partite, la prima terminata con un cartellino rosso.
Nell'estate 2005, desideroso di continuare la carriera nella sua terra d'origine passa al Venezia appena retrocesso in serie C1; la squadra però fallisce e riparte dalla Serie C2 grazie al lodo Petrucci.

### Il ritorno in Svizzera
Nemmeno in laguna Pizzinat si ambienta e ad inizio 2006 torna in patria al Servette, che nel frattempo dopo il fallimento della società si è ritrovato in Prima Lega, terza serie elvetica.
A giugno dello stesso anno festeggia la promozione in Challenge League. Da capitano della squadra, nell'estate 2011 ha ottenuto il ritorno in Super League, la serie A elvetica.
Al termine della stagione 2012-2013, terminata con la retrocessione del club, annuncia il suo ritiro dall'attività agonistica.
Mercoledì 25 settembre la società ha voluto salutare l'ex capitano, 318 partite giocate con la maglia granata, facendogli battere il calcio d'inizio della prima giornata di campionato cadetto; domenica 13 ottobre ha invece giocato la sua partita di addio al calcio professionistico: una sfida di due selezioni di giocatori ed ex giocatori del Servette.
Pone fine alla sua carriera nel 2013 e diventa team manager del Servette tre anni dopo.

## Palmarès

### Club

#### Competizioni nazionali
- Campionato svizzero: 1

Servette: 1998-1999
- Coppa Svizzera: 1

Servette: 2000-2001
- Serie C2: 1

Venezia: 2005-2006